# Cynopterinae
De Cynopterinae zijn een onderfamilie van vleermuizen uit de familie van de vleerhonden (Pteropodidae). 

## Indeling
De onderfamilie telt 14 geslachten.
| - Aethalops - Alionycteris - Balionycteris - Chironax - Cynopterus | - Dyacopterus - Haplonycteris - Latidens - Megaerops - Otopteropus | - Penthetor - Ptenochirus - Sphaerias - Thoopterus |